# عبد الله يوركي حلاق
عبد الله يوركي حلّاق (13 يونيو 1911 - 18 أكتوبر 1996) شاعر وصحفي وكاتب سوري. ولد في حلب، ودرس في معاهدها حتى نال الشهادة الثانوية، ثم تابع دراسته في القاهرة، فحصل على دبلوم الصحافة. عمل مدرّسًا للّغة العربية في مدينة حلب. أنشأ مجلة الضاد الأدبية في 1931 ورأس تحريرها حتى وفاته. سياسياً، كان أحد أعضاء مجلس إدارة الحزب الوطني بحلب أيام الانتداب الفرنسي، وأثناء الوحدة بين سوريا ومصر كان عضواً بمجلس الأمة الاتحادي في القاهرة. له مؤلفات شعرية وقصصية ومسرحية.

## سيرته
ولد عبد الله يوركي حلاق في حي الهزارة بحلب في 13 يونيو 1911/ 16 جمادى الآخرة 1329 هـ ونشأ بها في عائلة مسيحية. تلقى مبادئ اللغتين العربية والفرنسية في المدرسة الكبرى للروم الكاثوليك فيها، وتخرج من الصف الرابع. وفي سنة 1928 ترك التعليم الرسمي وتسلم عملاً كان يديره أحد أعمامه. حصل على دبلوم في الصحافة من كلية الصحافة المصرية بالقاهرة.

عمل مدرّسًا للغة العربية والأدب والتاريخ في أكبر معاهد حلب. أنشأ مجلة الضاد العربية‌ في 1931، ورأس تحريرها، وعمل أيضًا مدير تحرير مجلة الكلمة منذ عام 1930 لصاحبها فتح الله الصقال. كان عضو قيادي في مجلس إدارة الحزب الوطني بحلب في أيام الانتداب الفرنسي، وعضو بمجلس الأمة الاتحادي بالقاهرة، وعضو في لجنة الدستور، واتحاد الصحفيين السوريين، واتحاد الكتاب العرب، وجمعية العاديات بحلب.

توفي عبد الله يوركي حلّاق في صباح يوم الجمعة 18 أكتوبر 1996/ 6 جمادى الآخرة 1417 وشُيّع جثمانه ظهر الاثنين 21 أكتوبر ودُفن في مدفن العائلة بحلب.

## جوائزه
- 16 نوفبمر 1988: وسام صليب القدس.[5]
- 11 يوليو 1985: وسام الجمهورية/الاستحقاق السوري، في جامعة حلب.[5]
- ؟ : وسام مارفرام برتبة فارس.

## حياته الشخصية
تزوج في 30 أكتوبر 1936 بـ«روز إسطمبولي» المولودة في بيروت، فأنجبت له جورج وفوزي ورياض وغسان وزهير.

## مؤلفاته
من دواينه الشعرية:
- خيوط الغمام، 1942
- أسديات، 1993
- حصاد الذكريات، 1966
- عصر الحرمان

من أدبه القصصي والمسرحي:
- الزفرات، مجموعة سبع قصص، 1933
- في حمى الحرام، رواية مقتبسة، 1933
- ميت يتكلم، مسرحية
- المنذر ملك الحيرة، مسرحية. 1929

من كتبه:
- وضوح الإملاء، كتاب مدرسي لتعليم الإملاء بالطريقة الاستنباطية الحديثة
- سفراء بدون تكليف رسمي، 1978
- من أعلام العرب في القومية والأدب، 1978
- فنزويلا وجاليتنا العربية، أدب رحلات، 1980
- قطاف الخمسين، 1981
- حلبيات
- عشت مع هؤلاء الأعلام
- الثورات السورية الكبرى في ربع قرن
- عشت مع هؤلاء الأعلام
- عصير الحرمان
- من أعلام العرب في القومية والأدب
- نوادر الضاد